# SN 1976I
SN 1976I – niepotwierdzona supernowa odkryta 24 października 1976 roku w galaktyce M-01-03-59. W momencie odkrycia miała maksymalną jasność 17,50m.